# Antonin (powiat Ostrowski)
Antonin is een dorp in de Poolse woiwodschap Groot-Polen. De plaats maakt deel uit van de gemeente Przygodzice en telt 470 inwoners.